# Иволгин, Алексей Николаевич
Алексей Николаевич Иволгин — советский хозяйственный, государственный и политический деятель.

## Биография
Родился в 1908 году в Воронеже. Член КПСС с 1928 года.
С 1929 года — на хозяйственной, общественной и политической работе. В 1929—1946 гг. — на партийной и советской работе в Воронежской области и Бурят-Монгольской АССР, участник Великой Отечественной войны, заместитель начальника политотдела 17-й гвардейской воздушно-десантной бригады, на советской и партийной работе в Белорусской ССР, секретарь Гомельского областного комитета КП Белоруссии, председатель Исполнительного комитета Гомельского промышленного областного Совета, заместитель председателя Исполнительного комитета Гомельского областного Совета.
Избирался депутатом Верховного Совета Белорусской ССР.
Умер после 1985 года.